# 존스피
존스피(Johnspie)는 대한민국의 예술가다. 소설과 각본을 출판한 작가이자 NFT 시장에서 다양한 시도를 하고 있는 NFT아티스트이다.